# Shunsuke Itō
Shunsuke Itō (伊藤俊亮, Itō Shunsuke), né le 27 juin 1979, à Zama, au Japon, est un joueur japonais de basket-ball. Il évolue au poste de pivot. 